# 日本長暦
日本長暦（にほんちょうれき）は、延宝5年（1677年）に渋川春海によって編纂された日本最古の長暦。全2巻。単に「長暦」とも呼ばれる。
神武天皇即位紀元直前の甲寅10月（紀元前667年）より、渋川自身が制定した貞享暦に完全移行された貞享2年（1685年）までの2350年余の元号・毎月朔日の干支・月の大小・閏月の有無などを計算したものを記録した。
上巻は序は日本の暦学史と本書編纂目的について解説され、春海が影響を受けた垂加神道の説に従って伊弉諾尊が初めて日の三天を観測し、神武天皇の時代に始めて正月を年始にしたとする説、儀鳳暦以前に失われた上古暦法が存在したとする説などを記載するとともに、古暦復元と貞享暦編纂の意義を説いている。続いて暦表の凡例が暦算計算と実際の暦との関係論などとともに記載され、以後甲寅年より持統天皇11年/文武天皇元年（697年）までの暦日を扱い、下巻は文武天皇2年（698年）以後、貞享2年（1685年）までの暦日を扱っている。文武天皇2年（698年）の記事には二十四節気全てを記載し、以後は立春と冬至の日付を毎年付記している。なお、渋川は日本長暦編纂の資料とするために、『日本書紀』が用いた暦法について研究した『日本書紀暦考』と貞享暦とそれ以前の宣明暦との比較について論じた『古今交触考』を著しており、これらを日本長暦と一体と看做す場合がある。
毎年の暦（具注暦・仮名暦）が編纂され、その年が終わるといつか忘れ去られていった日本の過去の暦日を集成した長暦としては最古のものであり、これに刺激される形で安藤有益の『本朝統暦』や中根元圭の『皇和通暦』など、『日本長暦』を補完あるいは訂正する形で長暦を編纂した。また、『大日本史』編纂に関与した藤田幽谷は、長暦こそ作成しなかったものの、著書『暦考』の中で推古天皇12年（604年）を元嘉暦導入とする説を唱えた。更に高橋景保と土御門泰邦がそれぞれ渋川に続く貞享2年（1685年）以後の長暦編纂を行っている。
近世も時代を下ると、思想的には本居宣長が『真暦考』（天明2年、1782年）にて、（彼自身の信念から、と言えなくもないが）古来の日本にはそのような日時の意識は無かったはず、としている。また、近代以降は科学的・歴史的な観点から修正が加えられたいくつかの長暦が作成され、一応の決定版として扱われている『日本暦日原典』（1975年初版）が現在では有るものの、日本長暦が日本の暦学・暦法を研究する上で重要な原典であることには変わりがない。
神宮文庫や国立国会図書館、宮内庁書陵部などに写本が残されている。